# Nocko Jokovic
Novica Joković (født 3. juli 1973 i Silkeborg), kendt som Nocko Joković, er en dansk tidligere professionel fodboldspiller, af serbisk oprindelse.